# チャバ・コロシ
チャバ・コロシ（ハンガリー人の姓名：コロシ・チャバ、ハンガリー語: Kőrösi Csaba、ハンガリー語発音: [køːrøʃi tʃɒbɒ]、1958年 - ）は、ハンガリーの外交官、第77代国際連合総会議長。姓のコロシ（Kőrösi）は、日本語でクールシ、ケーレシとも表記する。
ハンガリー大統領府の環境サステナビリティ次官を務めた。

## 経歴
1958年にハンガリーのセゲドで生まれ、ロシアのモスクワ国際関係大学を卒業した。イギリスのリーズ大学国際関係研究所、イスラエルのヘブライ大学トルーマン中東学研究所、アメリカのハーバード大学ケネディ・スクールでも学んでいる。
1983年にハンガリー外務省に入省し、ギリシャ、イスラエル、リビアなど複数の国に赴任した。2011年から2012年まで、国際連合のハンガリー常駐代表と総会副議長を務めた。また、2014年のSDGsに関するオープン・ワーキング・グループでは、ケニアのマチャリア・カマウとともに共同議長を務めた。ハンガリーでは国務副長官（安全保障政策、多国間外交、人権担当）や大統領府の環境サステナビリティ次官を歴任した。

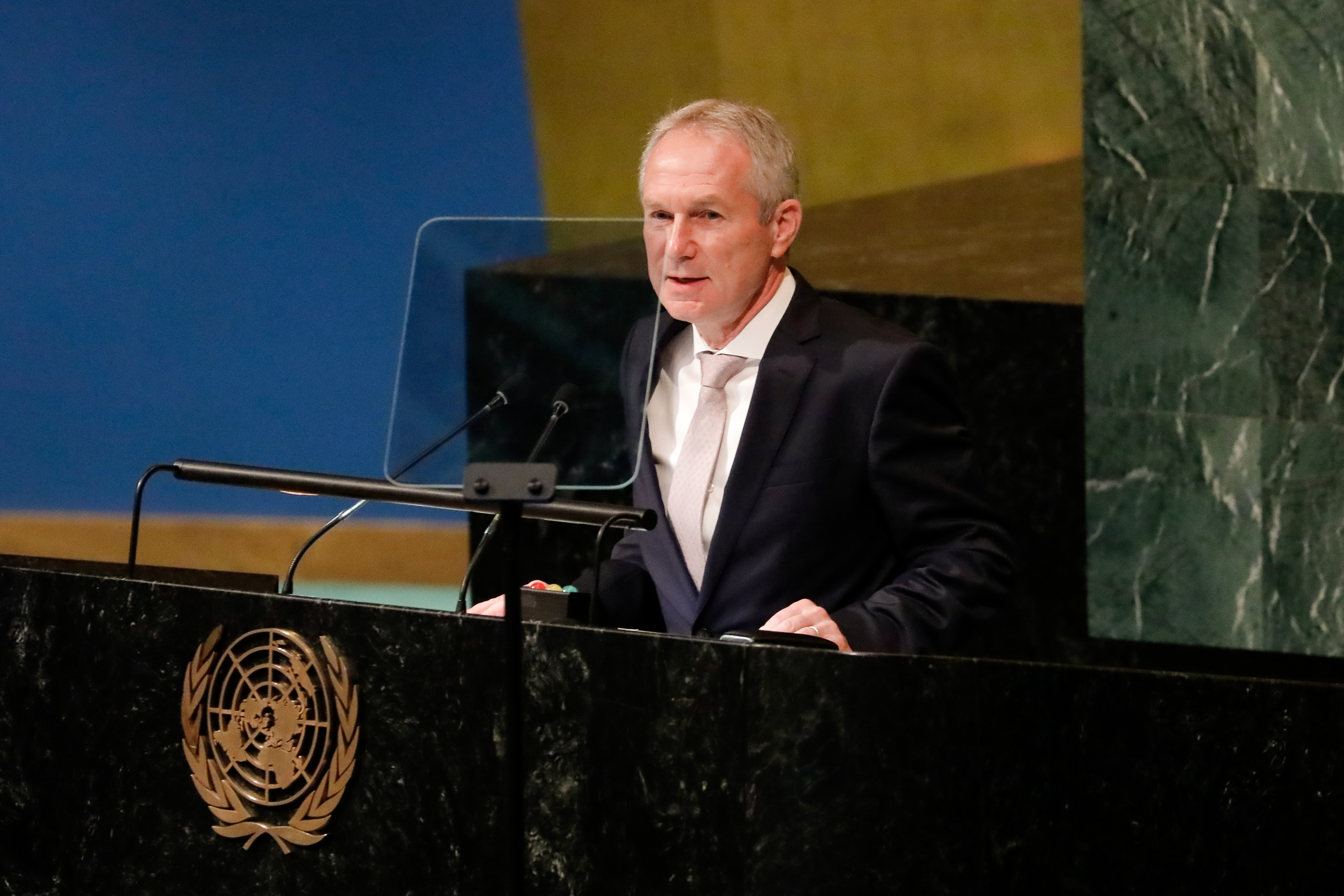
第77回国際連合総会一般討論会開会式にて（2022年）

2022年6月7日、第77代国際連合総会議長に選出された。他の候補者はなく、無投票当選であった。同年9月13日、モルディブのアブドッラ・シャーヒドから議長職を引き継いだ。9月22日には総会出席のためにニューヨークを訪れていた日本の外務大臣・林芳正と20分ほどの会談を行った
2023年2月15日から2月19日にかけて、日本の外務省の招聘により来日し、林外務大臣との会談や内閣総理大臣・岸田文雄の表敬訪問のほか、茨城県つくば市を訪れ、筑波宇宙センターなどを視察する予定である。

## 受章歴
ハンガリー有功勲章を受章している。また、ポーランド有功勲章、マルタ騎士団、ギリシャフェニックス勲章も受章した。